# Міліція Югославії

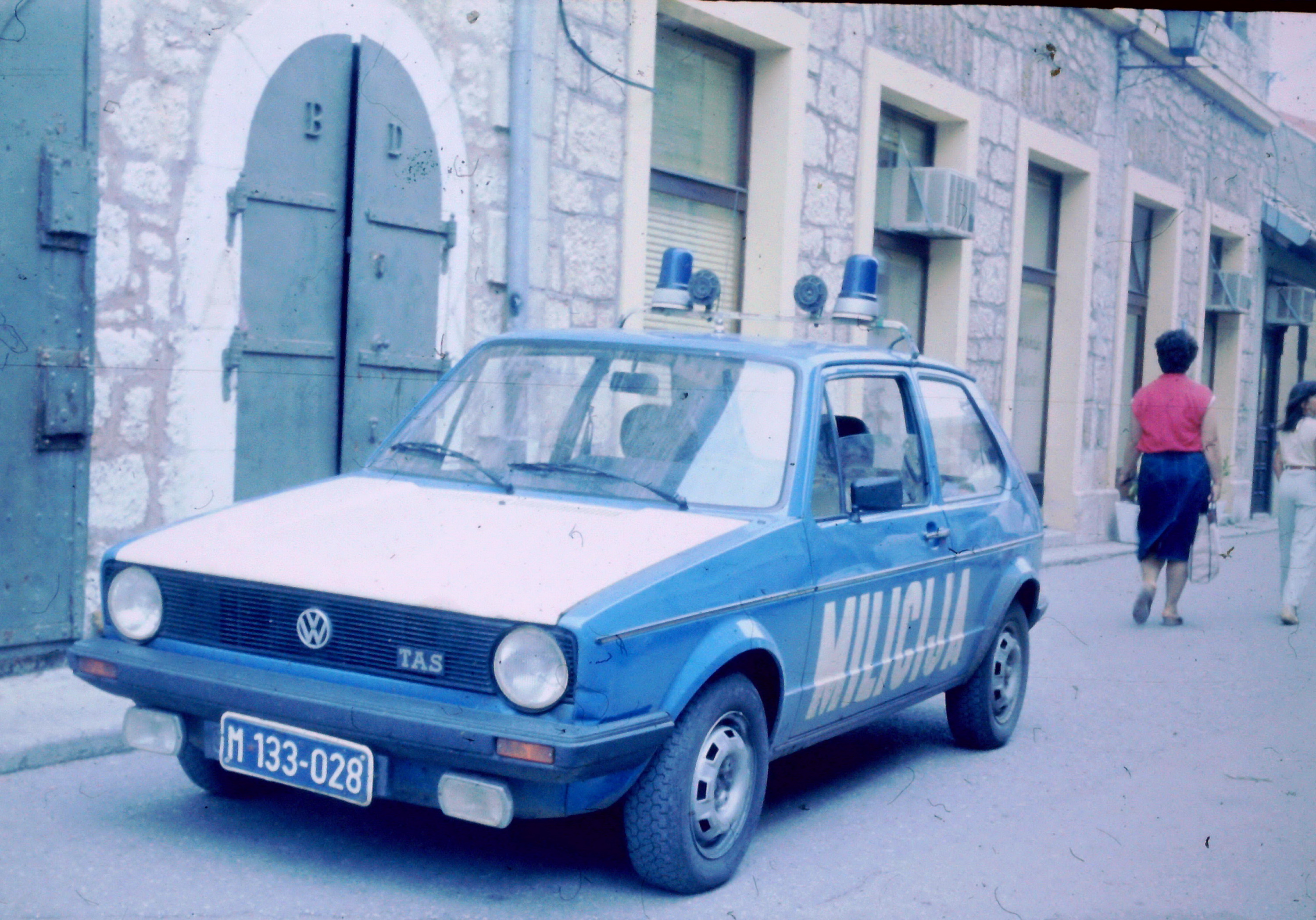
«Golf 1» югославської міліції у Мостарі, 1985

Міліція (сербохорв. milicija/милиција), офіційно Народна міліція (сербохорв. Narodna milicija/Народна милиција), скорочено НМ (NM) — правоохоронні органи Другої Югославії, підпорядковані Союзному секретаріату (Міністерству) внутрішніх справ (сербохорв. Савезни секретаријат унутрашњих послова/Savezni Sekretarijat unutrašnjih poslova). 
Існували з 1944 року до розпаду Югославії.

## Історія
Під назвою Народна міліція заснована восени 1944 в ході Другої світової війни в Югославії, у визволених і напіввизволених районах, при Народно-визвольних комітетах (НВК) або місцевих комендатурах. Під час Другої світової війни була також відома під іншими назвами: Партизанська варта, Сільська варта, Народна охорона тощо.
Вишкіл перших співробітників Народної міліції розпочався відразу після визволення Белграда. Спочатку міліціонери несли виключно патрульну, охоронну та супровідну службу, тоді як про безпеку об'єктів та установ дбали службовці сформованого з бійців Народно-визвольної армії і партизанських загонів Югославії Корпусу народної оборони Югославії та вояки Югославської армії. Одяг перших правоохоронців не був однорідним, вони вирізнялися лише смужкою у вигляді югославського триколору з п'ятикутною зіркою та буквами «НМ».
З 1966 року Народна міліція називалася просто міліцією. 
В обов'язки міліції входили захист життя та особистої свободи громадян, державної та приватної власності, підтримання громадського порядку й миру, громадська безпека, запобігання порушенням громадського порядку, розслідування карних справ та знешкодження злочинців, а також виконання інших завдань, визначених законом або нормативними актами, ухваленими на підставі законів СФР Югославії.
Міліція була озброєна високоякісною стрілецькою зброєю та оснащена новітнім технічним обладнанням і одностроями. Організація міліції та діяльність її співробітників узгоджувалися із засадами робітничого самоврядування. На відміну від збройних сил СФР Югославії, структура та юрисдикція яких поширювалася на всю територію держави, міліція була децентралізована за територіальним принципом, а структура її формувань мала такий вигляд: відділення — сектор — чота — рота — батальйон — загін — бригада. Міліція тісно співпрацювала з органами і підрозділами Югославської Народної Армії та її військовою поліцією, а на випадок війни вона б увійшла до складу Територіальної оборони збройних сил СФР Югославія.

## Структура звань

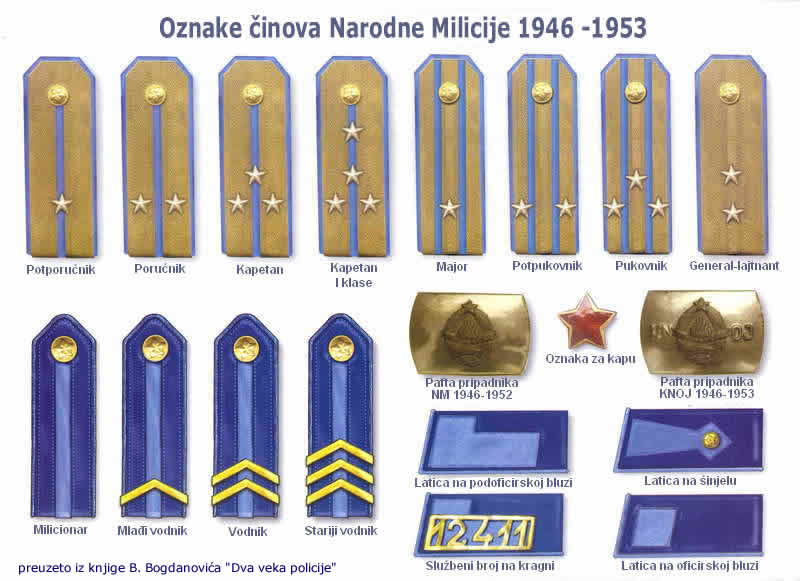
Структура в 1946–1953.
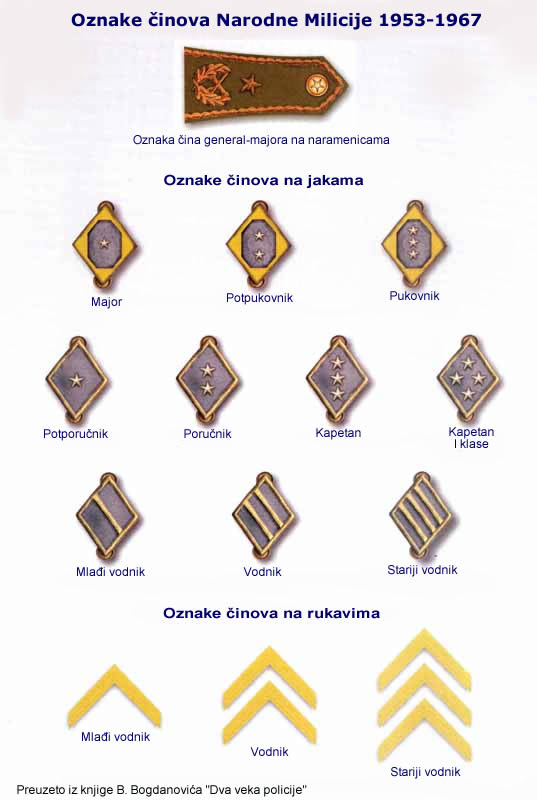
Структура в 1953–1967.
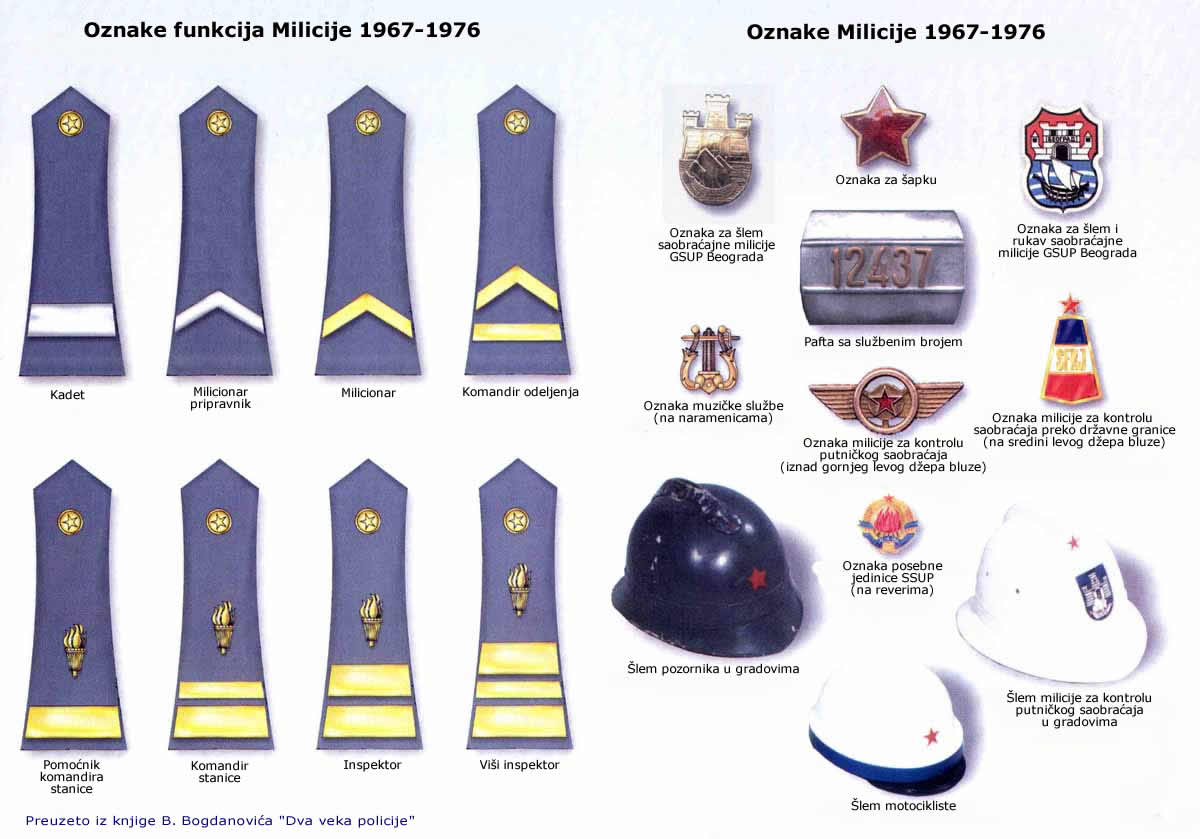
Структура в 1967–1976.
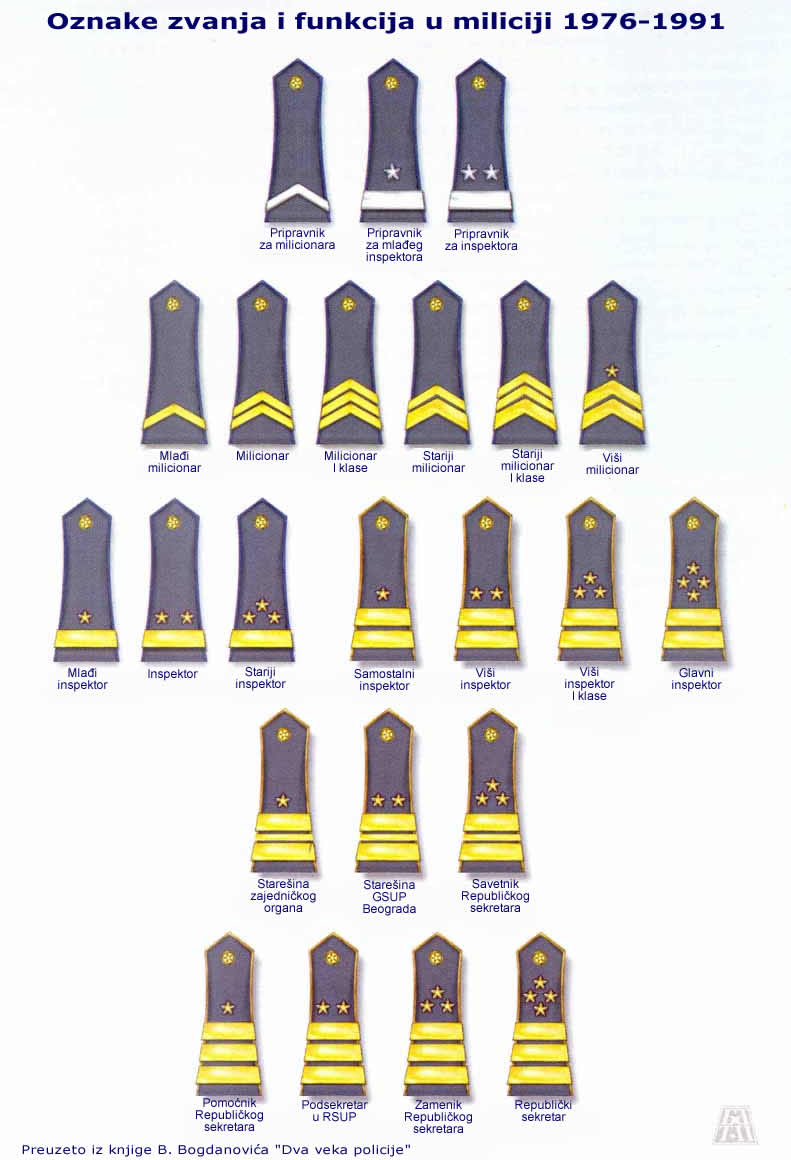
Структура в 1976–1991.